# Fisk (Missouri)
Fisk é uma cidade localizada no estado americano de Missouri, no Condado de Butler.

## Demografia
Segundo o censo americano de 2000, a sua população era de 363 habitantes.
Em 2006, foi estimada uma população de 372, um aumento de 9 (2.5%).

## Geografia
De acordo com o United States Census Bureau tem uma área de
0,9 km², dos quais 0,9 km² cobertos por terra e 0,0 km² cobertos por água.

## Localidades na vizinhança
O diagrama seguinte representa as localidades num raio de 24 km ao redor de Fisk.